# Blackburn Lincock
Le Blackburn F.2 Lincock est un avion militaire de l'entre-deux-guerres réalisé au Royaume-Uni par Blackburn Aircraft.

## Conception
En 1928, Blackburn conçut et construisit sur fonds privés un chasseur léger biplan propulsé par un moteur Armstrong Siddeley Lynx IVC. L’appareil fut baptisé Blackburn F.2 Lincock (F pour Fighter) car il succédait au Blackburn F.1 Turcock. Il était de construction bois et fit sa première apparition en mai 1928. Malgré de bonnes performances, il ne fut pas commandé en série par la Royal Air Force. 
Le gouvernement canadien se montra intéressé par la formule, et une variante de construction entièrement métallique (le Lincock II) fut construite. Il fut testé au Canada à Camp Borden en 1930. Il était envisagé d’utiliser le Lincock comme avion d'entraînement avancé, mais le modèle ne fut pas commandé en série. L’unique exemplaire fut utilisé dans des démonstrations de voltige aérienne en 1933 et 1934.
La version finale fut le Lincock III. Cinq exemplaires furent construits. Deux allèrent à la Chine, deux au Japon, et un fut conservé comme démonstrateur. L’Italie se montra également intéressée. Piaggio acheta la licence pour produire une version biplace comme avion d’entraînement acrobatique. Cependant, un seul Piaggio P.11 fut construit.

## Variantes
Lincock I
Prototype de construction en bois. Un exemplaire construit.
Lincock II
Prototype de construction métallique. Un exemplaire construit.
Lincock III
Version de production. Cinq exemplaires construits.

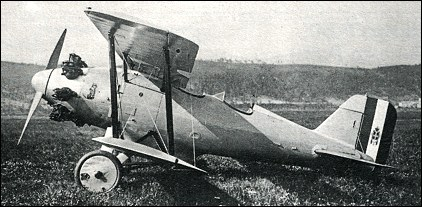
Piaggio P.11
Avion d’entraînement acrobatique biplace. Un exemplaire construit.

## Opérateurs
République de Chine
- La Force aérienne de la république de Chine reçut deux avions.

 Japon
- Le Service aérien de l'Armée impériale japonaise reçut deux avions.